# Hiram Cruz
Hiram Cruz Baez (* 7. April 1946 in Havanna) ist ein ehemaliger in Kuba geborener US-amerikanischer Autorennfahrer.

## Karriere als Rennfahrer
Hiram Cruz war in den 1970er- und 1980er-Jahren im GT- und Sportwagensport aktiv. Er startete mehrmals bei den US-amerikanischen Langstreckenrennen in Sebring und Daytona und einmal beim 24-Stunden-Rennen von Le Mans. Seine beste Platzierung in Sebring war der zweite Gesamtrang 1977, als Partner von Diego Febles im Porsche Carrera RSR. Im selben Jahr kam er in Daytona als 13. der Gesamtwertung ins Ziel. Sein einziger Start in Le Mans endete 1976 mit einem Ausfall.
Nach mehr als 20 Jahren gab er 2009 ein einmaliges Comeback beim 24-Stunden-Rennen von Daytona.

## Statistik

### Le-Mans-Ergebnisse
| Jahr | Team                | Fahrzeug                | Teamkollege | Teamkollege  | Platzierung | Ausfallgrund    |
| ---- | ------------------- | ----------------------- | ----------- | ------------ | ----------- | --------------- |
| 1976 | Diego Febles Racing | Porsche 911 Carrera RSR | Alec Poole  | Diego Febles | Ausfall     | Getriebeschaden |

### Sebring-Ergebnisse
| Jahr | Team                            | Fahrzeug            | Teamkollege    | Teamkollege  | Platzierung | Ausfallgrund |
| ---- | ------------------------------- | ------------------- | -------------- | ------------ | ----------- | ------------ |
| 1975 | Diego Febles Racing             | Porsche Carrera RSR | Diego Febles   |              | Rang 8      |              |
| 1976 | Diego Febles Racing             | Porsche Carrera RSR | Diego Febles   |              | Rang 5      |              |
| 1977 | Diego Febles Racing             | Porsche Carrera RSR | Diego Febles   |              | Rang 2      |              |
| 1978 | Mandy Gonzalez                  | BMW 3.0 CSL         | Mandy Gonzalez | Manuel Villa | Ausfall     | Mechanik     |
| 1979 | Hiram Cruz                      | Porsche 911         | Mandy Gonzalez | Juan López   | Ausfall     | Defekt       |
| 1981 | Florida Crystals Montura Racing | Porsche Carrera RSR | Albert Naon    | Tony Garcia  | Rang 13     |              |
| 1983 | Hiram Cruz Racing               | Porsche 934         | Mandy Gonzalez |              | Rang 19     |              |

### Einzelergebnisse in der Sportwagen-Weltmeisterschaft
| Saison | Team                                         | Rennwagen                           | 1   | 2   | 3   | 4   | 5   | 6   | 7   | 8   | 9   | 10  | 11  | 12  | 13  | 14  | 15  | 16  | 17  |
| ------ | -------------------------------------------- | ----------------------------------- | --- | --- | --- | --- | --- | --- | --- | --- | --- | --- | --- | --- | --- | --- | --- | --- | --- |
| 1977   | Febles Racing                                | Porsche 911 Carrera RSR             | DAY | MUG | DIJ | MON | SIL | NÜR | VAL | PER | WAT | EST | LEC | MOS | IMO | SAL | BRH | HOK | VAL |
| 1977   | Febles Racing                                | Porsche 911 Carrera RSR             | 13  |     |     |     |     |     |     |     |     |     |     |     |     |     |     |     |     |
| 1978   | Emiliano Rodriguez Mandy Gonzales Juan Lopéz | Lotus Europa BMW 3.0 CSL Datsun 510 | DAY | SEB | MUG | TAL | DIJ | SIL | NÜR | LEM | MIS | DAY | WAT | VAL | ROD |     |     |     |     |
| 1978   | Emiliano Rodriguez Mandy Gonzales Juan Lopéz | Lotus Europa BMW 3.0 CSL Datsun 510 | 39  | DNF |     |     |     |     |     |     |     | DNF |     |     |     |     |     |     |     |
| 1979   | Hiram Cruz                                   | Porsche 911                         | DAY | SEB | MUG | TAL | DIJ | RIV | SIL | NÜR | LEM | PER | DAY | WAT | SPA | BRH | ROA | VAL | ELS |
| 1979   | Hiram Cruz                                   | Porsche 911                         | DNF |     |     |     |     |     |     |     |     |     |     |     |     |     |     |     |     |
| 1980   | Hiram Cruz                                   | Datsun 510                          | DAY | BRH | SEB | MUG | MON | RIV | SIL | NÜR | LEM | DAY | WAT | SPA | MOS | ROA | VAL | DIJ |     |
| 1980   | Hiram Cruz                                   | Datsun 510                          |     |     |     |     |     |     | 19  |     |     |     |     |     |     |     |     |     |     |
| 1981   | Montura Racing                               | Porsche 911 Carrera RSR BMW M1      | DAY | SEB | MUG | MON | RIV | SIL | NÜR | LEM | PER | DAY | WAT | SPA | MOS | ROA | BRH |     |     |
| 1981   | Montura Racing                               | Porsche 911 Carrera RSR BMW M1      |     | 13  |     |     | 8   |     |     |     |     |     |     |     | 8   | 21  |     |     |     |